# Суринам
 Тази статия е за бившата Нидерландска Гвиана.  За други значения на Гвиана вижте Гвиана (пояснение).  
Република Суринам (на нидерландски: Republiek Suriname) е държава в северната част на Южна Америка. В миналото е наричана Нидерландска Гвиана. Официален език в страната е нидерландският.

## История
Индианците суринени (от които страната получава името си) са най-ранното известно население на района. Към 16 век обаче суринените са изтласкани от други южноамерикански индианци, а именно араваките и карибите. На 12 октомври 1492 г. Христофор Колумб открива Новия свят. През 1499 г. Америго Веспучи открива северния бряг на Южна Америка и Испания проучва Суринам през 1593 г. През 17 век има няколко опита на нидерландците и англичаните да колонизират Суринам, като накрая нидерландците успяват да постигнат стабилен контрол. Нидерландия използва труда на роби предимно от африкански произход. Поради лошото отношение много от робите бягат в джунглата. Тези избягали роби, наричани още „джуки“ (Djukas) или „бакабуси ненгре“ (Bakabusi Nengre), често се връщали и нападали плантациите. Робският труд е отменен едва през 1863 г., с което Нидерландия става една от последните страни, които го премахват (управляваните от Испания Куба и Пуерто Рико имат роби съответно до 1880 и 1873 г.). Робите обаче са освободени чак през 1873 г. След отмяната на робството на плантациите са доведени наемни работници от Нидерландска Индия (съвременна Индонезия).
През 1954 г. Суринам получава самоуправление, като Нидерландия си запазва контрола над отбраната и външните работи. През 1973 г. местното правителство, водено от NPK (до голяма степен креолска партия), започва преговори с нидерландското правителство за независимост, която е дадена на 25 ноември 1975 г. Първи президент на страната е Йохан Фериер с Хенк Арон (водач на Суринамската национална партия) като министър-председател. Около една трета от населението на новата страна емигрира в Нидерландия, страхувайки се, че новата държава няма да оцелее. Поредица от военни преврати през 1980 г. води до скъсване на нидерландско-суринамските отношения.
През 1987 г. са проведени първите избори от години и е приета нова конституция. Т.нар. „телефонен преврат“ през 1990 г. прекъсва този процес, но през 1991 г. отново се провеждат избори. С възстановяването на демокрацията нидерландското правителство възобновява помощите. От 1990 г. управлението се води от коалицията от четири партии „Нов фронт“, водена от Роналд Венетиан. През последните години развитието на икономиката е един от най-тежките проблеми на Суринам.
През есента на 2006 г. суринамската армия е изпратена в Никери поради очаквания за възможна нелегална имиграция от гвианци, които се опитват да избягат от насилие по време на изборите в Гвиана на 28 август 2006 г. Изборите се оказват мирни и не се стига до имиграционна криза.

## Държавно устройство
Законодателният орган на Суринам – Парламентът, се нарича Народно Събрание. Състои се от 51 депутати с мандат 5 години.

## Административно деление
Суринам е разделен на 10 окръга:
- Брокопондо (Brokopondo)
- Комевейне (Commewijne)
- Корони (Coronie)
- Маровейне (Marowijne)
- Никери (Nickerie)
- Пара (Para)
- Парамарибо (Paramaribo)
- Сарамака (Saramacca)
- Сипаливини (Sipaliwini)
- Ваника (Wanica)

Десетте окръга са разделени на 62 общини, наречени ресорти (ressort, мн.ч. ressorten).

## География
Суринам е разположена в северната част на Южна Америка и заема североизточната част на Гвианската планинска земя. На север, на протежение от 425 km се мие от водите на Атлантическия океан. На изток граничи с Френска Гвиана (дължина на границата 593 km), на юг – с Бразилия (493 km) и на запад – с Гвиана (625 km). Обща дължина на сухоземните граници, в т.ч. речни е 1711 km. Дължината ѝ от север на юг е 465 km, от запад на изток – 455 km, а общата площ 163 270 km².
Крайни точки:
- крайна северна точка – 6°00′15″ с. ш. 55°36′18″ з. д. / 6.004167° с. ш. 55.605° з. д., на брега на Атлантическия океан.
- крайна южна точка – 1°50′14″ с. ш. 56°00′27″ з. д. / 1.837222° с. ш. 56.0075° з. д., граница с Бразилия.
- крайна западна точка – 4°07′56″ с. ш. 58°04′13″ з. д. / 4.132222° с. ш. 58.070278° з. д. десен бряг на река Корантайн, на границата с Гвиана.
- крайна източна точка – 3°36′23″ с. ш. 53°58′53″ з. д. / 3.606389° с. ш. 53.981389° з. д., ляв бряг на река Марони, на границата с Френска Гвиана.

В южните части на страната се простират крайните източи разклонения на Гвианската планинска земя – хребета Сиера Тумукумаки (884 m) по границата с Бразилия и планината Вилхелмина с връх Вилхелмина 1280 m, най-високата точка на страната. Те са изградени от кристалинни скали, покрити с мощна латеритна изветрителна кора, съдържаща големи залежи на боксити. В Суринам се разработват още находища на манганова руда и злато. Северната част на страната е заета от обширна, частична заблатена низина.
Климатът е субекваториален, горещ и постоянно влажен. Средните месечни температури са 26 – 28 °C, а годишната сума на валежите е от 2300 до 3000 мм. Реките са пълноводни, с множество бързеи и прагове и само някои от най-големите са плавателни в долните течения. По-големите реки са: Корантайн (724 km, по границата с Гвиана), Марони (612 km, по границата с Френска Гвиана), Суринам (480 km), Никери (435 km), Тапахони (367 km), Копенаме (273 km, Саромака (255 km ).
Горите заемат 90% от територията и са представени основно от гъсти и влажни вечнозелени гори с ценни дървесни видове (нектандра, сарания и др.). Ниските крайбрежни части са заети от савани. В горите обитават маймуни, ягуари, пума, тапир, множество видове птици, влечуги (в т.ч. анаконда), земноводни (ендемит е жабата пипа суринамска). В саваните се срещат мравояди, броненосци, дребни елени. В реките обитават електрически скатове, пирани, арапаиме и много други видове риба, а в крайбрежните води – скариди.

## Стопанство
Стопанство – основа на икономиката – добивът на боксити (около 4 млн. т – 4-то място в света), алуминиев оксид и алуминий (над 1,6 млн. т), нефт. Има запаси от газ, манганова, никелова и желязна руда. Действат захарен завод, маслобойни и дървопреработващи предприятия. Обработваемите площи са само 1% от територията на страната. Основни култури – ориз, захарна тръстика, цитруси, кафе, какао, банани. Развити са животновъдството, риболовът и обработването на ценни видове дървесина.
Парична единица – суринамски долар (флорин) (Sf) = 100 цента.
Транспорт – шосета – 4,5 хил. км, от които 1,2 хил. км са асфалтирани, жп линии – 166 км. Главни пристанища – Парамарибо и Мунго. Международно летище – Парамарибо.
Туризъм – годишно страната се посещава от около 300 хил. туристи.

## Население
Население – 450 хил. жители. Гъстота – 2,8 жители на кв. км. Естествен прираст – 23. Средна продължителност на живота: мъже – 69 г., жени – 74 г.
Етнически състав: суринамци (креоли) – 31,3%, горски негри (марони) – 8,5%, суринамци (индопакистанци) – 37,0%, индонезийци – 14,2%, индианци – 3,2%, китайци – 2,9%, нидерландци – 1,5%, други – 1,4%.
Официален език – нидерландски; разговорни – суринамски (на английска основа), хинди, индонезийски.
Конфесионален състав: християни – 49,7% (протестанти – 56,0%, католици – 44,0%), индуисти – 28,5%, мюсюлмани (сунити) – 21,3%, други – 0,5%. Извън страната живеят около 150 хил. суринамци, главно в Нидерландия. Градско население – 54%.

## Други
- Комуникации в Суринам
- Транспорт в Суринам
- Армия на Суринам
- Външна политика на Суринам